# Duszek (film 2013)
Duszek (niem. Das Kleine Gespenst) – niemiecko-szwajcarski film fantasy z 2013 roku. Scenariusz zrealizowany na podstawie powieści Otfrieda Preußlera. Zdjęcia kręcono w Monachium, Quedlinburgu i Wernigerode.

## Fabuła
Opowieść o mieszkającym w mrocznym zamku duszku, który marzy o tym, żeby zobaczyć świat za dnia. Mały duszek od bardzo dawna żyje na poddaszu zamku. Jak wszystkie duchy wstaje o północy i nie ma pojęcia, jak wygląda świat w świetle dziennym. Pewnego wieczoru do zamczyska przybywa trójka dzieci: Karl, Hannes oraz Marie. Nazajutrz, zupełnie niespodziewanie, duszek budzi się w samo południe. Podekscytowany, postanawia wyjść na zewnątrz i ruszyć do wioski. Niestety, sieje popłoch wśród jej mieszkańców. Zrozpaczony i zagubiony postanawia poprosić dzieci o pomoc.

## Obsada
- Uwe Ochsenknecht jako Burmistrz, generał Torsten Torstenson
- Jonas Holdenrieder jako Karl
- Emily Kusche jako Marie
- Nico Hartung jako Hannes
- Herbert Knaup jako Uhrmachermeister Zifferle
- Sandra Borgmann jako Karls Mutter
- Stephan Kampwirth jako Karls Vater
- Bettina Stucky
- Aykut Kayacık
- Aljoscha Stadelmann jako kapitan policji
- Carlos Richter jako Peter

## Wersja polska
Wersja z niemieckim dubbingiem i polskim lektorem.
- Wersja polska na zlecenie HBO[2]: Start International Polska
- Tekst: Monika Szpetulska
- Lektor: Piotr Borowiec

## Nagrody
- 2013: Międzynarodowy Festiwal Filmowy w Gijón –  Nagroda młodej publiczności w sekcji "Enfants Terribles"[3]